# معردفتین
معردفتین (به عربی: معردفتین) یک روستا در سوریه است که در حماه واقع شده‌است. معردفتین ۲٬۰۴۶ نفر جمعیت دارد.